# Gouvernement Balafrej
Monarchie constitutionnelle
Bekkai II Gouvernement Ibrahim
Le gouvernement Ahmed Balafrej est le troisième gouvernement du Maroc depuis son indépendance en 1955. Formé le 12 mai 1958, il a été dissous le 3 décembre de la même année,,,.

## Composition
| Portefeuille                                                                                   | Ministre                     |
| ---------------------------------------------------------------------------------------------- | ---------------------------- |
| Président du Conseil Ministre des Affaires étrangères                                          | Ahmed Balafrej               |
| Ministre de l’Économie nationale et ministre de l’Agriculture                                  | Abderrahim Bouabid           |
| Ministre de la Justice                                                                         | Abdelkrim Benjelloun Touimi  |
| Ministre de l’Intérieur                                                                        | Messaoud Chiguer             |
| Ministre de la Défense nationale                                                               | Ahmed Lyazidi                |
| Ministre de l’Éducation nationale                                                              | Omar Benabdeljalil           |
| Ministre des Travaux publics                                                                   | Mohamed Douiri               |
| Ministre de l’Emploi et des Affaires sociales                                                  | Bachir Belabbès              |
| Ministre de la Santé publique                                                                  | Abdelmalek Faraj             |
| Ministre des PTT                                                                               | Mohammed Aouad               |
| Secrétaire d’État aux Affaires étrangères                                                      | M'Hamed Boucetta             |
| Secrétaire d’État aux Finances                                                                 | Abdellah Chefchaouni         |
| Secrétaire d’État chargé du Commerce, de l’Industrie, de l’Artisanat et de la Marine marchande | Ahmed Benkirane              |
| Secrétaire d’État chargé de la Production industrielle et des Mines                            | Mohamed Mehdi Ben Abdeljalil |
| Secrétaire d’État chargé de l’Agriculture                                                      | Abdelhafid Kadiri            |
| Secrétaire d’État à l’Intérieur                                                                | Driss Slaoui                 |
| Secrétaire d’État chargé de l’Éducation nationale                                              | Mohamed Tahiri               |